# Burns supper

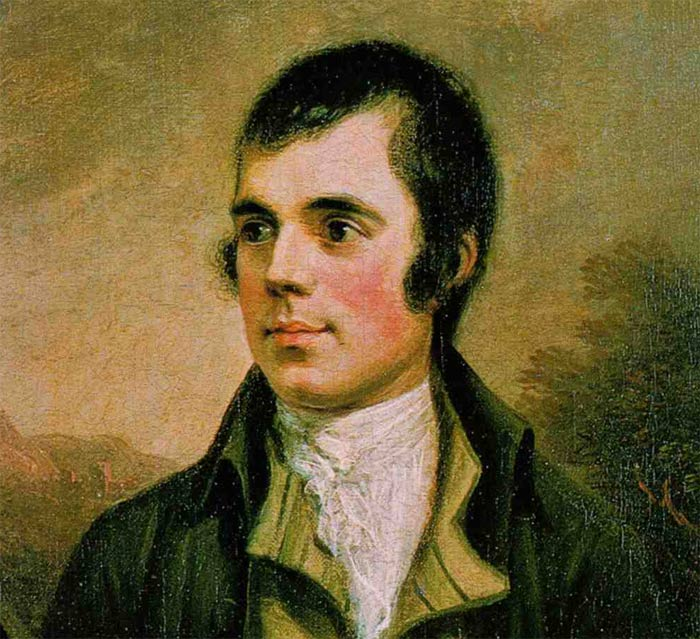
Robert Burns (1759–1796)

Burns supper is het jaarlijkse diner dat gegeven wordt ter ere van het leven en de poëzie van de Schotse dichter Robert Burns. Hij schreef talloze gedichten, waaronder “Auld Lang Syne”, dat op Hogmanay en andere oud- en nieuwvieringen over de hele wereld wordt gezongen. De Burns suppers worden over het algemeen gegeven op of rond 25 januari ("Burns Night"), de verjaardag van Robert Burns, maar kunnen in principe het hele jaar door gehouden worden.
Burns suppers worden het meest in Schotland gehouden, maar je ziet ze overal waar Burns-clubs, Schotse verenigingen en expats zijn of liefhebbers van de gedichten van Robert Burns.
Het eerste van deze diners werd waarschijnlijk gehouden in Ayrshire in 1801 door vrienden van Burns, ter nagedachtenis van zijn sterfdag op 21 juli vijf jaar eerder. Hoewel de datum verplaatst is naar 25 januari, zijn ze een jaarlijks terugkerende gelegenheid.
Burns suppers kunnen zowel formeel als informeel zijn, maar bovenal moeten ze het vermaak dienen. Het enige wat formele en informele Burns suppers in ieder geval gemeen hebben is haggis, Schotse whisky en misschien een of twee gedichten. Formele diners worden gegeven door organisaties als vrijmetselaarsloges of St. Andreas-sociëteiten. Deze bijeenkomsten worden gehouden volgens een vast schema.

## Programma van een Burns supper

### Begin van de avond
De gasten verzamelen zich zoals bij iedere informele bijeenkomst.

### Welkomstwoord van de gastheer
De gastheer verwelkomt iedereen en geeft eventueel uitleg over de bijeenkomst. Iedereen wordt aan tafel genodigd en het diner wordt voor geopend verklaard
Als iedereen aanzit wordt de Selkirk Grace uitgesproken.
| The Selkirk Grace                |  | Vertaling: M.J.M de Haan                           |
| -------------------------------- |  | -------------------------------------------------- |
| Some hae meat and canna eat,     |  | Menig rijke heeft de dokter het vlees verboden,    |
| And some wad eat that want it;   |  | menig arme mist het dagelijks node,                |
| But we hae meat, and we can eat, |  | Wij hebben vlees en kunnen het ook eten,           |
| Sae let the Lord be thankit.     |  | de schepper dank te zeggen zij dus nooit vergeten. |

### De soep
Het diner begint met soep. Normaal gesproken wordt er een Schotse soep geserveerd, zoals Scotch Broth, aardappel soul of Cock-a-Leekie.

### Het hoofdgerecht
Binnenkomst van de haggis

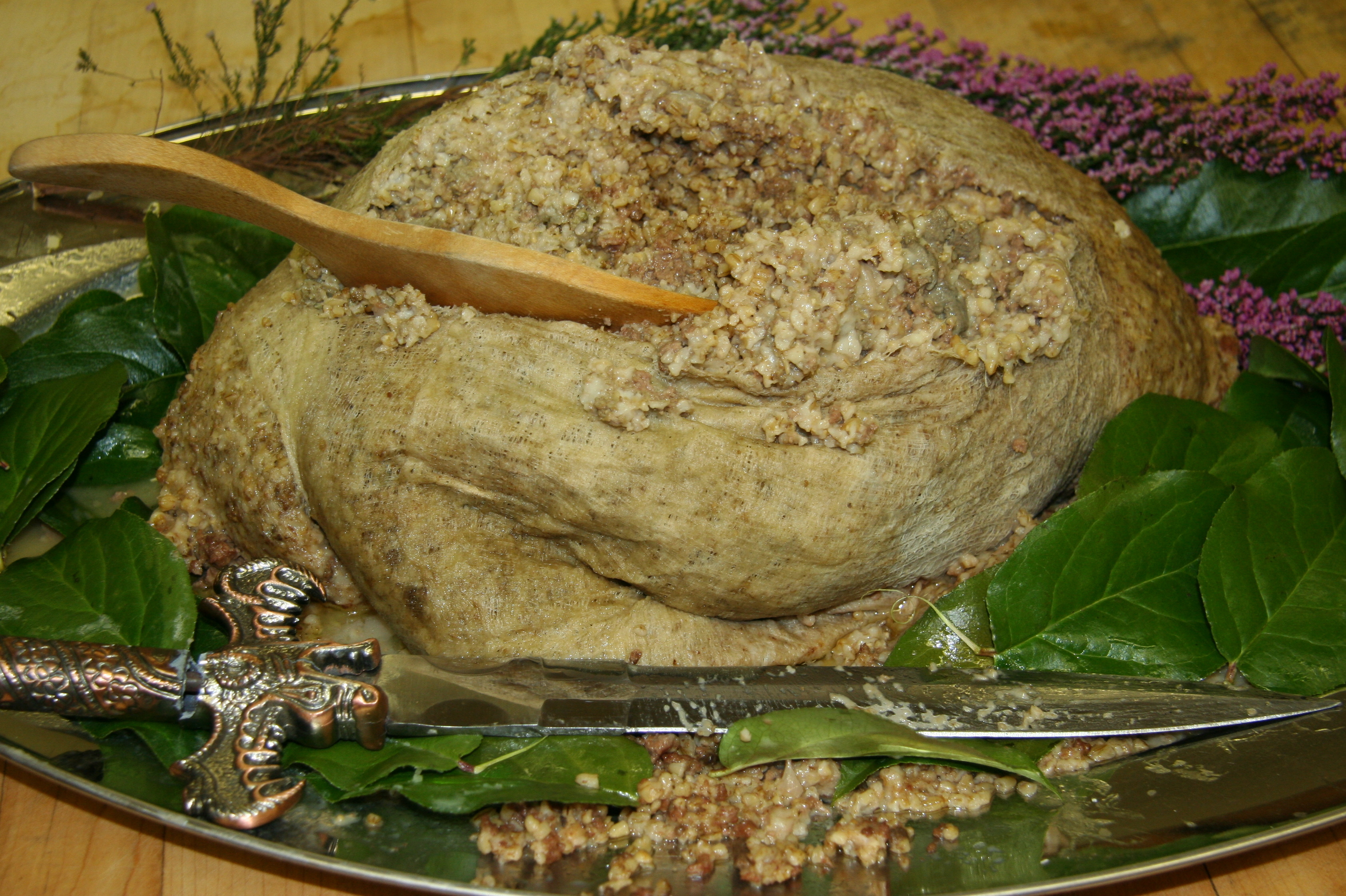
Haggis tijdens een Burns supper in de Verenigde Staten

Iedereen gaat staan als het hoofdgerecht wordt binnen gebracht. Dit is altijd een haggis op een groot bord. Dit bord wordt gedragen door de kok en voorafgegaan door een doedelzakspeler. Het gevolg wordt gesloten door de drager van twee whiskyflessen gedragen in de vorm van een andrieskruis. De gastheer, of misschien een gast met talent, draagt de Adress To a Haggis voor.
| Address To a Haggis                                                                        |
| Fair fa' your honest, sonsie face, (sonsie = cheeky)                                       |
| Great chieftain o' the puddin-race! (aboon = above)                                        |
| Aboon them a' ye tak your place,                                                           |
| Painch, tripe, or thairm:                                                                  |
| Weel are ye wordy o' a grace                                                               |
| As lang's my arm.                                                                          |
| The groaning trencher there ye fill,                                                       |
| Your hurdies like a distant hill, (hurdies = hips)                                         |
| Your pin wad help to mend a mill                                                           |
| In time o' need,                                                                           |
| While thro' your pores the dews distil                                                     |
| Like amber bead.                                                                           |
| His knife see rustic Labour dicht, (dicht = wipe)                                          |
| An' cut you up wi' ready slicht, (slicht = skill)                                          |
| Trenching your gushing entrails bricht,                                                    |
| Like ony ditch;                                                                            |
| And then, O what a glorious sicht,                                                         |
| Warm-reekin, rich! (reeking = steaming)                                                    |
| Then, horn for horn, they stretch an' strive:                                              |
| Deil tak the hindmaist! on they drive, (deil = devil)                                      |
| Till a' their weel-swall'd kytes belyve, (swall'd=swollen, kytes = bellies, belyve = soon) |
| Are bent like drums;                                                                       |
| Then auld Guidman, maist like to rive, (rive = tear, ie burst)                             |
| "Bethankit" hums.                                                                          |
| Is there that o're his French ragout                                                       |
| Or olio that wad staw a sow, (olio = olive oil, staw = make sick)                          |
| Or fricassee wad mak her spew                                                              |
| Wi' perfect scunner,                                                                       |
| Looks down wi' sneering, scornfu' view                                                     |
| On sic a dinner?                                                                           |
| Poor devil! see him ower his trash,                                                        |
| As feckless as a wither'd rash,                                                            |
| His spindle shank, a guid whip-lash,                                                       |
| His nieve a nit; (nieve = fist, nit = louse's egg, ie. tiny)                               |
| Thro' bloody flood or field to dash,                                                       |
| O how unfit!                                                                               |
| But mark the Rustic, haggis fed,                                                           |
| The trembling earth resounds his tread.                                                    |
| Clap in his wallie nieve a blade, (wallie = mighty, nieve = fist)                          |
| He'll mak it whistle;                                                                      |
| An' legs an' arms, an' heads will sned, (sned = cut off)                                   |
| Like taps o' thristle.                                                                     |
| Ye Pow'rs wha mak mankind your care,                                                       |
| And dish them out their bill o' fare,                                                      |
| Auld Scotland wants nae skinkin ware(skinkin ware = watery soup)                           |
| That jaups in luggies; (jaups = slops about, luggies = two-handled continental bowls)      |
| But, if ye wish her gratefu' prayer,                                                       |
| Gie her a haggis!                                                                          |

Wanneer dit gedicht met voldoende dramatiek en humor wordt voorgedragen, zal de spreker bij de zin His knife see rustic Labour dicht, zijn mes pakken en scherpen. Wanneer hij de woorden An' cut you up wi' ready slicht uitspreekt, steekt hij het mes in de haggis en snijdt hij deze van boven tot onder open. Wanneer dit deel van de ceremonie op de juiste manier wordt uitgevoerd, is dit een van de hoogtepunten van de avond.
Wanneer de ode aan de haggis is uitgesproken, wordt er met de kok en overige aanwezigen met whisky een toost op de haggis uitgebracht. Het gezelschap kan dan van het hoofdgerecht genieten dat bestaat uit haggis, geserveerd met aardappelpuree en gepureerde koolraap (tatties and neeps)
Het hoofdgerecht wordt gevolgd door een nagerecht zoals cranachan of Tipsy Laird (sherry trifle) en het diner wordt afgesloten met kaas en havermoutcrackers. Vanzelfsprekend wordt alles weg gespoeld met ‘levenswater’ (uisge beatha) – Schotse whisky.
Als het diner het stadium van de koffie heeft bereikt is het tijd voor de toost en de speeches. Deze zijn als volgt
1. Op het staatshoofd
2. Immortal memory. In dit in memoriam wordt verteld over het leven van Robert Burns en over zijn gedichten. Dit kan een zeer serieuze lezing zijn of een luchtig verhaal. De spreker dient zich terdege voor te bereiden op het gezelschap waar hij voor spreekt. Het moet immers onderhoudend zijn.
3. Toast to the lassies. Bij deze toost op de vrouw, altijd door een man uitgesproken, werd vroeger de gastvrouw bedankt die de maaltijd had voorbereid. Tegenwoordig wordt hier op humoristische wijze een visie weergegeven op de vrouw. De heren drinken op de gezondheid van de dames.
4. Reply to the toast to the lassies. Hier geeft een van de dames in het gezelschap antwoord op de eerder uitgesproken dronk en haar visie weer op de man. De dames drinken op de gezondheid van de heren.
5. Overige toosts en tafelredes. Aangezien Schotten in het buitenland als eerste toost een dronk hebben uitgebracht op het staatshoofd van het land waar zij zich begeven, zullen zij hier een toost uitspreken op het land waar zij zijn en waar zij vandaan komen (toast on two lands), maar er is hier geen vaste lijst van onderwerpen. Ook kan hier een toost worden uitgebracht op diegene die het diner hebben mogelijk gemaakt en die hun bijdragen hebben geleverd. Dit kunnen zijn de kok en het bedienend personeel, de piper en zij die de Adress To a Haggis en de Immortal memmory hebben opgeleverd.
6. Zang en dans. Als laatst kunnen er gedichten van Burns worden voorgedragen en liederen van Burns worden gezongen of bestaat de mogelijkheid om te dansen.
7. Sluiting. Bij de sluiting wordt iedereen gevraagd om op te staan en 'Auld Lang Syne' te zingen.